# Montagny-lès-Beaune
Montagny-lès-Beaune és un municipi francès, situat al departament de la Costa d'Or i a la regió de Borgonya - Franc Comtat. L'any 2007 tenia 652 habitants.

## Demografia

### Població
El 2007 la població de fet de Montagny-lès-Beaune era de 652 persones. Hi havia 266 famílies, de les quals 60 eren unipersonals (20 homes vivint sols i 40 dones vivint soles), 83 parelles sense fills, 99 parelles amb fills i 24 famílies monoparentals amb fills.
La població ha evolucionat segons el següent gràfic:
Habitants censats

### Habitatges
El 2007 hi havia 277 habitatges, 264 eren l'habitatge principal de la família, 1 era una segona residència i 12 estaven desocupats. 266 eren cases i 10 eren apartaments. Dels 264 habitatges principals, 240 estaven ocupats pels seus propietaris, 21 estaven llogats i ocupats pels llogaters i 3 estaven cedits a títol gratuït; 4 tenien una cambra, 14 en tenien dues, 34 en tenien tres, 73 en tenien quatre i 139 en tenien cinc o més. 256 habitatges disposaven pel capbaix d'una plaça de pàrquing. A 95 habitatges hi havia un automòbil i a 150 n'hi havia dos o més.

### Piràmide de població
La piràmide de població per edats i sexe el 2009 era:
| Homes | Edats   | Dones |
| ----- | ------- | ----- |
| 0     | 95 o +  | 0     |
| 0     | 90 a 94 | 0     |
| 0     | 85 a 89 | 0     |
| 4     | 80 a 84 | 4     |
| 16    | 75 a 79 | 16    |
| 4     | 70 a 74 | 20    |
| 12    | 65 a 69 | 4     |
| 8     | 60 a 64 | 16    |
| 16    | 55 a 59 | 12    |
| 32    | 50 a 54 | 16    |
| 60    | 45 a 49 | 56    |
| 44    | 40 a 44 | 40    |
| 16    | 35 a 39 | 28    |
| 16    | 30 a 34 | 20    |
| 16    | 25 a 29 | 0     |
| 36    | 20 a 24 | 28    |
| 36    | 15 a 19 | 44    |
| 28    | 10 a 14 | 16    |
| 20    | 5 a 9   | 28    |
| 20    | 0 a 4   | 12    |

## Economia
El 2007 la població en edat de treballar era de 463 persones, 348 eren actives i 115 eren inactives. De les 348 persones actives 331 estaven ocupades (167 homes i 164 dones) i 17 estaven aturades (10 homes i 7 dones). De les 115 persones inactives 51 estaven jubilades, 41 estaven estudiant i 23 estaven classificades com a «altres inactius».

### Ingressos
El 2009 a Montagny-lès-Beaune hi havia 275 unitats fiscals que integraven 669,5 persones, la mediana anual d'ingressos fiscals per persona era de 21.939 €.

### Activitats econòmiques
Dels 37 establiments que hi havia el 2007, 3 eren d'empreses alimentàries, 1 d'una empresa de fabricació de material elèctric, 2 d'empreses de fabricació d'altres productes industrials, 6 d'empreses de construcció, 7 d'empreses de comerç i reparació d'automòbils, 2 d'empreses de transport, 8 d'empreses d'hostatgeria i restauració, 2 d'empreses financeres, 1 d'una empresa immobiliària, 4 d'empreses de serveis i 1 d'una empresa classificada com a «altres activitats de serveis».
Dels 8 establiments de servei als particulars que hi havia el 2009, 1 era un taller de reparació d'automòbils i de material agrícola, 1 guixaire pintor, 1 fusteria, 1 lampisteria, 2 electricistes, 1 perruqueria i 1 restaurant.
L'únic establiment comercial que hi havia el 2009 era una botiga de roba.
L'any 2000 a Montagny-lès-Beaune hi havia 16 explotacions agrícoles que ocupaven un total de 891 hectàrees.

## Equipaments sanitaris i escolars
El 2009 hi havia una escola elemental integrada dins d'un grup escolar amb les comunes properes formant una escola dispersa.

## Poblacions més properes
El següent diagrama mostra les poblacions més properes.